# Perfume Genius
Perfume Genius är artistnamnet för den amerikanske soloartisten Mike Hadreas, född 25 september 1981. Hans första album Learning släpptes 21 juni 2010. Hans andra album, Put Your Back N 2 It, släpptes den 20 februari 2012. Tillsammans med Christine and the Queens släppte han under 2015 singeln "Jonathan".

## Diskografi
Studioalbum
- 2010 – Learning
- 2012 – Put Your Back N 2 It
- 2014 – Too Bright
- 2017 – No Shape
- 2020 – Set My Heart on Fire Immediately
- 2022 – Ugly Season

Singlar
- 2010 – "Mr. Peterson"
- 2011 – "All Waters"
- 2012 – "Hood"
- 2012 – "Dark Parts"
- 2012 – "Take Me Home"
- 2014 – "Queen"
- 2014 – "Grid"
- 2015 – "Jonathan" (med Christine and the Queens)
- 2017 – "Slip Away"
- 2017 – "Go Ahead"
- 2017 – "Go Ahead"